# Archive of Our Own
Archive of Our Own (AO3) è un sito web open source non a scopo di lucro che raccoglie fanfiction e altre opere realizzate dai suoi utenti. Aperto nel 2008 dall'Organization for Transformative Works, è stato lanciato in versione beta aperta nel 2009. A luglio 2019, Archive of Our Own ospitava oltre 5 milioni di storie ambientate in più di 30.000 fandom.
Nel 2019 ha vinto il premio Hugo alla miglior opera derivata.

## Storia
Il 17 maggio 2007, la popolare scrittrice e autrice di fanfiction Naomi Novik (sotto lo pseudonimo di Astolat) pubblicò su LiveJournal un post in cui criticava la compagnia FanLib, che stava causando proteste nella comunità online per l'apertura di un sito web volto a monetizzare le fanfiction, sfruttandone potenzialmente gli autori, per la maggior parte donne e membri della comunità queer, che le pubblicavano invece gratuitamente. Novik accusò FanLib di non essere interessata a promuovere una comunità per i fan e invocò la creazione di un archivio completamente autosufficiente per preservare le loro opere. Il post diventò virale, ricevendo più di seicento commenti, e pochi mesi dopo venne fondata la non profit Organization for Transformative Works (OTW). Il consiglio dei fondatori era formato da oltre un centinaio di scrittori e lettori di fanfiction, prevalentemente donne, tra cui Novik, la studiosa Francesca Coppa e la professoressa di Harvard Rebecca Tushnet. A ottobre 2008 la OTW creò Archive of Our Own (abbreviato in AO3), costituendolo in versione beta aperta il 14 novembre 2009. Il nome del sito ha origine dal post di Novik, intitolato "An Archive of One's Own" ("un archivio tutto per sé"), ed è ispirato al saggio Una stanza tutta per sé di Virginia Woolf, in cui l'autrice affermava che ad uno scrittore servissero spazio, tempo e risorse per creare.

## Funzionamento e caratteristiche
Archive of Our Own ha un codice open source programmato quasi esclusivamente dai volontari del framework per applicazioni web Ruby on Rails, e gli utenti possono inviare richieste per nuove funzionalità tramite una bacheca Trello. Il sito, che nel 2019 aveva circa 700 volontari divisi in comitati che gestivano ciascuno una parte dell'archivio, è finanziato dalle donazioni dei fan. Nel 2013, le spese annuali di gestione ammontavano a circa 70.000 dollari statunitensi, 16.729 dei quali vennero coperti da un'asta su Tumblr in cui alcuni autori misero in palio commissioni per opere originali.
Le opere possono essere divise in categorie e taggate in base a elementi della storia come personaggi e ship, e altre caratteristiche maggiormente specifiche. Circa trecentocinquanta "tag wranglers" ("mandriani di tag") collegano a mano i tag sinonimi, riunendo ad esempio "sirene" e "tritoni" sotto "abitanti del mare". Oltre ai tag già proposti dal sito, gli scrittori possono aggiungerne di personali. Quando un tag libero diventa sufficientemente popolare, viene collegato a un sinonimo già esistente, o incluso nella lista dei tag comuni e messo a disposizione di tutti gli utenti. Un sistema di filtraggio dei tag consente di personalizzare le proprie ricerche.
Le opere possono essere categorizzate per età consigliata dei lettori ("Pubblico generico", "Da adolescenti in su", "Maturo" ed "Esplicito"), per rapporto tra i personaggi, e per il loro orientamento sessuale e appaiamento ("F/F", "M/M", "F/M", "Multi" per più relazioni, "Gen" quando le relazioni romantiche sono assenti o non fondamentali ai fini della storia, "Altro"). L'archivio permette inoltre agli autori di segnalare i contenuti potenzialmente sensibili ("Morte di un personaggio principale", "Rappresentazione grafica della violenza", "Sesso minorile" e "Stupro/Non consensuale"), un'indicazione comunque facoltativa.
I lettori possono assegnare alle opere dei "kudos", che funzionano in modo simile ai "mi piace" o ai cuori disponibili su altri siti, e lasciare commenti. Entrambe le funzioni sono disponibili anche per gli utenti non registrati, mentre solo chi ha un account può pubblicare opere, partecipare a sfide di scrittura, creare una coda di lettura, seguire autori e storie per ricevere le notifiche sugli aggiornamenti, e salvare le proprie storie preferite creando segnalibri pubblici o privati. Alcune opere sono inoltre visibili soltanto a chi possiede un account, mentre altre sono pubblicate in forma anonima. Le registrazioni avvengono su invito, che si richiede direttamente al sito, venendo aggiunti alla lista di attesa: quando il sistema elabora la richiesta, invia una mail automatica per completare la registrazione. Gli utenti possono creare un account senza fornire il proprio nome legale, e identificarsi attraverso uno o più pseudonimi collegati al loro profilo centrale.

## Contenuti
Archive of Our Own si definisce principalmente come archivio piuttosto che come comunità online. Il sito permette di pubblicare qualsiasi contenuto purché sia legale. La concessione è stata sviluppata in reazione alle politiche di altri popolari siti che ospitano fanfiction, come LiveJournal, che un tempo cancellò gli account di chi scriveva storie che il sito reputava pornografiche, e FanFiction.Net, che respinge numerosi tipi di storie, comprese quelle che riutilizzano personaggi originariamente creati da autori che disapprovano le fanfiction. Archive of Our Own ospita prevalentemente opere di testo, ma anche fanart, video, canzoni e giochi. A febbraio 2014 raggiunse un milione di contenuti (tra storie, opere d'arte e podcast di fanfiction); all'epoca ospitava lavori suddivisi su 14.343 fandom, i più grandi dei quali erano il Marvel Cinematic Universe, Supernatural, Sherlock e Harry Potter. Nella top 100 delle accoppiate tra i personaggi, 71 erano slash fiction maschio/maschio e la maggioranza delle coppie conteneva personaggi bianchi. Nel 2016, circa il 14% delle fanfiction era ambientato in un universo alternativo rispetto a quello a cui appartenevano originariamente i personaggi. A luglio 2019, il sito ospitava oltre 5 milioni di storie ambientate in più di 30.000 fandom.
Vista la sua politica di "massima inclusività" e censura minima dei contenuti, sul sito sono presenti anche opere che descrivono stupro, incesto e pedofilia. Secondo Matty Bowers, presidente di AO3 Policy and Abuse, una minima frazione delle storie (1.150) è stata indicata dagli utenti come "offensiva", e la volontaria del comitato legale dell'Organization for Transformative Works Stacey Lantagne ha affermato che: "La missione di OTW è sostenere le opere trasformative, non solo quelle che ci piacciono".
Il progetto Open Doors lanciato nel 2012 permette di importare su Archive of Our Own le opere precedentemente ospitate su siti chiusi per preservarle.
La lunghezza delle storie tende ad essere correlata alla loro popolarità: quelle più brevi di 1.000 parole ricevono spesso meno di 150 visite in media, mentre quelle di lunghezza più simile a un romanzo raggiungono le 1.500.
Vista la natura esplicitamente non commerciale dell'archivio, agli utenti è proibito chiedere denaro in cambio delle opere che pubblicano e inserire link a siti di crowdfunding.

## Accoglienza
Nel 2012, Aja Romano e Gavia Baker-Whitelaw di The Daily Dot hanno descritto Archive of Our Own come "una pietra d'angolo della comunità delle fanfiction", scrivendo che ospitava contenuti che altri siti come FanFiction.Net e Wattpad ritenevano inappropriati, ed era consultabile con più facilità rispetto a Tumblr. Nel 2019 riceveva 179 milioni di visite mensili, figurando come terzo sito letterario più popolare dopo Wattpad e una piattaforma per leggere manga, e nella top 200 dei siti più visitati a livello globale.
Il Time ha inserito il sito tra i cinquanta migliori del 2013, descrivendolo come "la raccolta non profit di fanfiction più accuratamente curata, correttamente organizzata, facilmente sfogliabile e consultabile sul Web".
Secondo Casey Fiesler, Shannon Morrison e Amy S. Bruckman, Archive of Our Own è un raro esempio di design sviluppato e codificato dal suo pubblico di destinazione, vale a dire scrittori e lettori di fanfiction. Hanno scritto che il sito serve da realizzazione pratica dell'HCI femminista (un'area dell'interazione uomo-computer), nonostante gli sviluppatori non fossero consapevoli dei principi dell'HCI femminista durante la sua progettazione.
Nel 2019, Archive of Our Own ha ricevuto un premio Hugo come Miglior opera derivata, una categoria il cui scopo è riconoscere opere collegate alla fantascienza che si distinguono per motivi diversi dal testo di fantasia, poiché contengono, ad esempio, commenti sociali. Casey Fiesler della rivista Slate ha commentato positivamente la candidatura, ritenendo che "segnala un accresciuto rispetto sia per le fan fiction come forma d'arte, sia per i creatori e gli utenti di questa notevole piattaforma. È un riconoscimento del potere di questi spazi e voci diversi che, per tanto tempo, sono stati emarginati—sia nella fiction di genere che nell'elaborazione dati".

## Censura
Il 29 febbraio 2020, Archive of Our Own è stato bloccato in tutta la Cina continentale dal Great Firewall dopo che i fan dell'attore cinese Xiao Zhan hanno segnalato il sito per ospitare una fanfiction per adulti che lo vedeva protagonista, ritenendola offensiva e pornografica. Il blocco del sito ha generato diversi incidenti e controversie online, con aspre critiche a Xiao, oltre ad episodi di cyberbullismo contro l'attore, i suoi fan, i prodotti da lui sponsorizzati e altre celebrità cinesi a lui legate.
Il 13 dicembre 2022 il sito è stato indicizzato dal Dipartimento federale tedesco per i media dannosi per i giovani, per "contenuti pedopornografici", diventando accessibile dalla Germania ma invisibile ai servizi che usano la lista nera del dipartimento federale, comprese le ricerche Google lanciate su suolo tedesco. Il blocco, causato da un errore amministrativo, è stato rimosso nel successivo mese di gennaio.